# Manuel Lanzini
Manuel Lanzini (Ituzaingó, 15 februari 1993) is een Argentijns voetballer die doorgaans als offensieve middenvelder speelt. Hij verruilde West Ham United in augustus 2023 transfervrij voor River Plate. Lanzini debuteerde in 2017 in het Argentijns voetbalelftal.

## Clubcarrière
Lanzini stroomde op zeventienjarige leeftijd door vanuit de jeugd van River Plate. Hiervoor debuteerde hij op 8 augustus 2010 in het eerste team, tegen Tigre. In zijn tweede wedstrijd voor River Plate gaf hij een assist op Rogelio Funes Mori. River Plate verhuurde Lanzine in juli 2011 voor een jaar aan Fluminense. Hij speelde 28 wedstrijden voor de club in de Série A, waarin hij drie keer tot scoren kwam. Hij maakte op 31 augustus 2011 zijn eerste doelpunt in het Estádio do Morumbi, tegen São Paulo. Lanzini keerde na een jaar in Brazilië terug naar River Plate en speelde uiteindelijk 84 competitiewedstrijden voor de club. Hiermee werd hij in het seizoen 2013/14 Argentijns landskampioen.
Nadat hij vier jaar onder contract stond bij River Plate, verhuisde Lanzini in augustus 2014 naar Al-Jazira Club. Hiervoor speelde hij in het daaropvolgende seizoen 24 wedstrijden in de VAE Liga, waarin hij met zijn teamgenoten als tweede eindigde. Al-Jazira Club verhuurde Lanzini gedurende het seizoen 2015/16 aan West Ham United, de nummer twaalf van de Premier League in het voorgaande seizoen. Dat bedong daarbij een optie tot koop. Die lichtte de club in maart 2016, waarmee het Lanzini vastlegde tot 2020. Daarbij zette West Ham een optie voor nog twee seizoenen in zijn contract. De Engelse club betaalde circa €10.750.000,- voor hem aan Al-Jazira.
Lanzini speelde na zijn huurperiode nog zeven seizoenen voor West Ham United. Net als in 2015/16 was hij ook in 2016/17 een vaste basisspeler. Dat werd minder toen coach Slaven Bilić in november 2017 de club verliet en nog minder toen Manuel Pellegrini in mei 2018 David Moyes opvolgde. Na vier seizoenen in de middenmoot van de Premier League, werd Lanzini in 2019/20 zestiende met de Engelse club. Na dat dal volgden in de seizoenen daarna de zevende en zesde plaats in de Premier League. Lanzini droeg hier in 2021/22 in dertig speelronden aan bij, onder meer met vijf goals. Zijn ploeggenoten en hij bereikten dat jaar ook de halve finale van de Europa League. Lanzini won in 2022/23 de Conference League met West Ham. Hij speelde dat toernooi in elf van de vijftien speelronden en scoorde in beide poulewedstrijden tegen Silkeborg. Hij ontbrak wel in de halve finale en de finale.
Lanzini keerde in augustus 2023 transfervrij terug naar River Plate.

## Interlandcarrière
Lanzini was met Argentinië –20 actief op het Zuid-Amerikaans kampioenschap –20 van 2013. Hij debuteerde op 9 juni 2017 in het Argentijns voetbalelftal. Bondscoach Jorge Sampaoli liet hem toen in de 81e minuut invallen voor Éver Banega tijdens een met 1–0 gewonnen oefeninterland tegen Brazilië. Sampaoli selecteerde hem daarna ook voor het WK 2018, maar Lanzini scheurde vlak voor het toernooi een kruisband in zijn rechterknie op de training van de nationale ploeg. Het duurde daarna ruim een jaar voor hij weer een interland speelde.

## Erelijst
| Competitie                |            |                      |            |            |
| Competitie                | Aantal     | Jaren                |            |            |
| Fluminense                | Fluminense | Fluminense           | Fluminense | Fluminense |
| ------------------------- | ---------- | -------------------- | ---------- | ---------- |
| Kampioen Série A          | 1x         | 20212                |            |            |
| River Plate               |            |                      |            |            |
| Kampioen Primera División | 1x         | Torneo Final 2013/14 |            |            |
| West Ham United           |            |                      |            |            |
| Conference League         | 1x         | 2022/23              |            |            |

1 Armani ·
2 Maidana ·
3 Gallardo ·
4 Moreira ·
5 Zuculini ·
6 Lollo ·
7 Mora ·
8 Quintero ·
9 Álvarez ·
10 Martínez ·
11 De La Cruz ·
12 Centurión ·
14 Lux ·
15 Palacios ·
16 Sibille ·
17 Martínez ·
18 Mayada ·
19 Borré ·
20 Casco ·
21 Ferreira ·
22 Pinola ·
23 Ponzio  ·
24 Pérez ·
25 Bologna ·
26 Fernández ·
27 Pratto ·
28 Martínez ·
29 Montiel ·
30 Rollheiser ·
31 García ·
32 Scocco ·
33 Picazzo ·
34 Beltrán ·
35 Moya ·
36 Vera ·
37 Aguirre ·
39 Olivera ·
40 Salto ·
41 Petroli ·
Coach: Gallardo
· Assistent-coach: Biscay
· Assistent-coach: Buján